# Albertino Morosini
Albertino Morosini (1230/40 – dopo il 5 novembre 1305) è stato un politico e militare italiano.

## Biografia
Molti punti della sua biografia sono ancora poco chiari e controversi e certamente non aiuta l'esistenza di un omonimo vissuto nello stesso periodo. Suo padre era Michele Morosini del ramo "dalla Sbarra" che, a detta di alcuni eruditi, ricoprì la carica di podestà di Faenza; la madre, sempre secondo gli stessi studiosi, era Agnese di Andrea Corner.
Ebbe due sorelle: Geneure e Tommasina.
Sposò una certa Marchesina dalla quale ebbe quattro figli legittimi: Michele, Marino, Cubitosa e Caterina; inoltre ebbe una figlia naturale di nome Tommasina.
La data di nascita è ignota; si è giunti ad un'approssimazione intorno agli anni '30 , '40 del XIII secolo in quanto la sua prima attestazione risale al 1261.

### Carriera istituzionale
Membro di una potente famiglia veneziana, Albertino ricoprì diverse cariche istituzionali, fu membro del Maggior Consiglio di Venezia più volte dal 1261 al 1283 e conte di Zara dal 1274 al 1276.
Come conte di Zara favorì nel 1274 la riconciliazione tra Venezia e la comunità croata di Almissa, inoltre mise in atto un programma volto alla ripartizione dei pascoli e degli incolti. Il patto stipulato con i croati probabilmente celava l'intento di ostacolare l'espansione di Carlo I d'Angiò.
Successivamente tra il 1277 e il 1278 divenne alto magistrato con poteri locali ad Acri, dove stipulò un accordo con Giovanni I di Montfort teso a ostacolare l'ascesa angioina, infatti nel 1277  Carlo I aveva ottenuto il titolo di Re di Gerusalemme. L'accordo fu ulteriormente modificato in commissione dallo stesso Morosini nel 1283.
Nel 1278-79 tornò al Maggior Consiglio di Venezia e divenne podestà di Treviso dal luglio 1280 fino al marzo 1281. Durante questo incarico sottoscrisse un patto con il Doge di Venezia con il quale si regolavano i beni nel territorio di San Cataldo.
Nel marzo 1283, nuovamente rieletto nel Maggior Consiglio assunse la carica di podestà di Chioggia, incarico che fu interrotto a causa della chiamata a investire il ruolo di podestà di Pisa nel gennaio 1284, ma che iniziò a svolgere effettivamente solo da marzo.
Nello stesso anno come conseguenza della nuova faida scoppiata tra Pisa e Genova, nominato signore generale de la guerra di mare, condusse nel corso dell'estate la flotta direttamente su Genova, tentativo che fallì per il maltempo.
Tornato a Pisa, nell'agosto del 1284 si scontrò con la flotta genovese comandata da Oberto Spinola e Oberto Doria. Questo nuovo conflitto si concluse con la battaglia della Meloria e una pesante sconfitta per la flotta pisana che comportò la cattura e l'imprigionamento di diecimila pisani tra cui lo stesso Morosini.
Pur essendo stato ripetutamente in carica a Venezia, Morosini viene quindi annoverato come uno dei protagonisti della battaglia della Meloria che segnò il tramonto della potenza marittima di Pisa.
Venezia comunque inviò a Genova tre ambasciatori per richiedere la liberazione di Morosini che fu concessa a patto che non tornasse più in carica a Pisa.
Tornato a Venezia nel 1285 tornò a far parte del Maggior Consiglio. 
Nel 1289 divenne duca di Creta, dove si trovò a fronteggiare la rivolta di Alessio Kalergis, e nuovamente podestà di Chioggia fino a dicembre 1290, anno a partire dal quale non risultano più incarichi assegnati a Morosini dalla Repubblica di Venezia.
Dopo il 1290 Albertino Morosini allevò  Andrea, un suo nipote salito al trono di Ungheria, curandone gli interessi patrimoniali e acconsentendo già nel 1286 al matrimonio del nipote con Clara, figlia del duca Alberto di Gorizia.
La possibilità del nipote di accedere al trono ungherese pose Albertino in una posizione di rilievo come estensione dei rapporti di Venezia e come ostacolo all'espansione angioina.
I benefici che ne derivarono furono anche pratici. Nel 1292 infatti fu aggregato alla nobiltà ungherese, e nel 1299 il Re di Ungheria lo comprese nel suo testamento come ultimo erede di ultimo grado tra i suoi figli, investendolo anche del ducato di Slavonia e della contea di Possega.
Con la morte del nipote  Andrea nel 1301 tuttavia i diritti che aveva acquisito persero la loro rilevanza pratica. 
Oltre alla carriera militare, Morosini si distinse anche per la gestione e la tutela del patrimonio familiare, obiettivo che perseguì nei tribunali attuando strategie per arricchire i possedimenti e gli averi della famiglia. 
In più occasioni fu dedito alla rivalsa dei propri diritti come nelle controversie veneziane di  Terraferma e il diritto alla rappresaglia contro Treviso approvato dal Comune di Venezia nel 1293.
Nei distretti della Terraferma rivestì anche cariche istituzionali oltre ad un attestato ruolo di creditore su pegno immobiliare. 
Dal suo testamento non sono quantificabili i beni della famiglia, ma sembra che fossero comunque vasti e che includessero proprietà nei territori di Venezia, Padova, Chioggia e Treviso.
Sempre nel testamento, oltre alle istruzioni per distribuire l'eredità, lasciò indicazioni per compiere opere musive per la sua tomba nella chiesa di  S.Giovanni e Paolo a Venezia.
Oltre alla data del testamento che risale al 5 novembre 1305 non esistono altre attestazioni riguardanti Albertino Morosini.